# Няфтазух
Няфтазух (Niaftasuchus zekkeli) — вид терапсид родини Hipposauridae підряду Біармозухії (Biarmosuchia), що мешкав у пермському періоді. Скам'янілості знайдені в басейні річки Мезень в Архангельській області Росії. 

## Назва
Няфтазух перекладається як «крокодил з Няфти», названий на честь річки Няфта, що протікає поблизу місць знаходження решток.

## Опис
Вид був описаний по численних рештках зубів, пізніше були знайдені фрагменти черепів та один добре збережений череп. Будова та форма зубів вказує на рослиноїдність тварини. Зуби молодих няфтазухів були знайдені у копролітах, що може бути доказом копрофагії у молодому віці.